# Mjösjön (Vännäs socken, Västerbotten, 708929-169026)
Mjösjön är en sjö i Vännäs kommun i Västerbotten och ingår i Umeälvens huvudavrinningsområde. Sjön har en area på 0,0925 kvadratkilometer och ligger 170,1 meter över havet.

## Delavrinningsområde
Mjösjön ingår i det delavrinningsområde (708989-169003) som SMHI kallar för Nedlagd mätstation. Medelhöjden är 177 meter över havet och ytan är 3,02 kvadratkilometer. Det finns inga avrinningsområden uppströms utan avrinningsområdet är högsta punkten. Vattendraget som avvattnar avrinningsområdet har biflödesordning 3, vilket innebär att vattnet flödar genom totalt 3 vattendrag innan det når havet efter 61 kilometer. Avrinningsområdet består mestadels av skog (71 procent). Avrinningsområdet har 0,09 kvadratkilometer vattenytor vilket ger det en sjöprocent på 3 procent.